# جيل دي أندرادي
جيل دي أندرادي (مواليد 1883) هو مبارز بالسيف برتغالي، مثّل بلاده في الألعاب الأولمبية الصيفية 1924.

## روابط رياضية
جيل دي أندرادي على موقع أوليمبيديا (الإنجليزية)